# Magister militum
Magister militum (Latijn voor: "meester der soldaten",  meervoud magistri militum) was in het Laat-Romeinse leger in de periode tussen de keizers Constantijn de Grote en Herakleios de naam voor een militair commando op het hoogste niveau. De magister militum was de aanvoerder van het keizerlijke veldleger. Het leger dat de keizer ter beschikking stond op zijn veldtochten. Er waren er oorspronkelijk drie. Het aantal zou aan het einde van de vierde eeuw verdubbelen, maar nooit verder toenemen. In de laatste jaren van het West-Romeinse Rijk besliste de magister militum  meestal welke Romein er keizer mocht worden en was zelf de werkelijke machthebber achter de troon. 
Bekende magistri militum waren de Germaanse generaals in Romeinse dienst Stilicho, Ricimer en Gundobad. Minder dan een derde van bekende magistri waren van barbaarse orgine. 

## Ontstaan en ontwikkeling
Het ambt van magister militum werd gecreëerd door de Romeinse keizer Constantijn de Grote op het einde van zijn regiem  De keizer had al zijn tegenstanders voor het keizerschap  verslagen, wat hem de controle gaf over hun respectievelijke legers. Omdat de Praetoriaanse Garde en hun leiders, de Praetoriaanse prefects, de vijand van Constantijn, Maxentius, hadden gesteund, ontbond hij de Garde en beroofde hij de Prefecten van hun militaire functies, waardoor deze teruggebracht werden tot een puur civiel ambt. Om ze te vervangen, creëerde hij twee nieuwe posten, een als hoofd van de infanterie,  de magister peditum ("meester van het voetvolk"), en een voor de meer prestigieuze cavalerie, de magister equitum ("meester van het paard"). Deze ambten bestonden al in de tijd dat Rome nog een  republiek was, als de tweede bevelhebber van een Romeinse dictator.
Toen de drie zoons van Constantijn in 337 het rijk verdeelden, werden de comitantenses in drieën verdeeld en waren er drie magister militums.  Onder werd de titel ook op territoriaal niveau vastgesteld: magistri peditum en magistri equitum werden benoemd voor elke Pretoriaanse prefectuur (per Gallia, per Italia, per Illyricum, per Orients), en in aanvulling, voor Thracië en soms Afrika. Af en toe zouden de ambten worden gecombineerd onder één persoon, en vervolgens 'magister equitum et peditum'  of 'magister utriusque militiae' ('meester van beide krachten') genoemd. Over het algemeen werden magistri' gebruikt  naargelang de omstandigheden. Soms zouden er meer of minder generaals in een bepaald gebied in dienst zijn.
Als zodanig voerden ze direct het bevel over het lokale mobiele veldleger van de comitatenses, dat fungeerde als een snelle reactiemacht. Andere magistri bleven direct ter beschikking van de keizers, en tegen het einde van de vierde eeuw of het begin van de vijfde eeuw werden ze in praesenti ("in aanwezigheid" van de keizer) genoemd.
In de loop van de vierde eeuw in het West-Romeinse Rijk bleef het systeem van slechts twee magistri grotendeels intact, met meestal één magister met de hoogste autoriteit, bijvoorbeeld Mallobaudes, die de belangrijkste macht was achter de benoeming van keizer Valentinianus II, en vervolgens Bauto. Ten slotte verkreeg Arbogastes de positie van de westerse magister militum en controleerde hij keizer Valentinianus II van achter de schermen, waarbij hij hem doodde of tot zelfmoord dreef voordat hij zijn eigen marionettenkeizer, Eugenius, aanstelde. Zo'n krachtige positie kwam in het westen hierna vaker voor  met de titel van magister utriusque militiae (afgekort MVM), en werd ingenomen door Stilicho, Aëtius, Ricimer en anderen.
In het oosten breidde keizer Theodosius I (379-395) het systeem van twee magistri militum uit met nog eens drie magistri. Lange tijd werden deze generaals op een ad-hoc manier gebruikt, waar ze ook nodig waren. Uiteindelijk werden in de vijfde eeuw hun posities steviger verankerd, en waren er twee hoge generaals, die elk werden benoemd tot het ambt van magister militum praesentalis.
Tijdens het bewind van keizer Justinianus I, met toenemende militaire bedreigingen en de uitbreiding van het Oostelijke Rijk, werden de posten van de oostelijke generaals herzien: de magister militum per Armenia in de Armeense en Kaukasische provincies, voorheen onderdeel van de jurisdictie van de magister militum per Oriente, de magister militum per Africa in de heroverde Afrikaanse provincies (534), met een ondergeschikte magister peditum, en de magister militum Spaniae (c. 562).
In de loop van de 6e eeuw maakten interne en externe crises in de provincies vaak de tijdelijke vereniging van de hoogste regionale civiele autoriteit met het ambt van de magister militum noodzakelijk. Bij de oprichting van de exarchates van Ravenna en Carthago in 584, vond deze praktijk ingang. Na het verlies van de oostelijke provincies aan de Moslimverovering in de jaren 640, vormden de overlevende veldlegers en hun commandanten de eerste Thema.